# Berlim na Batucada
Berlim na Batucada é um filme de comédia musical brasileiro de 1944, produzido e distribuído pela Cinédia, com direção de Luiz de Barros. Escrito por Adhemar Gonzaga, Barros e Herivelto Martins, apresentava os mesmos elementos de Samba em Berlim, filme lançado no ano anterior, também produzido pela Cinédia. Edgar Brasil foi o operador de câmera, enquanto Afrodisio P. Castro foi o diretor de fotografia. Em seu elenco principal figuravam Procópio Ferreira, Francisco Alves, Solange França, Delorges Caminha e Alfredo Viviani. Nos números musicais constavam Dalva de Oliveira, Herivelto Martins, Francisco Alves, Trio de Ouro, Luizinha de Carvalho, Leo Albano e Grande Otelo. Seu lançamento ocorreu em várias salas de cinema do Rio de Janeiro, em 7 de fevereiro de 1944.
Sob os cuidados de Alice Gonzaga fora restaurado em 1976, sendo realizada novas cópias. Em 2010 fora realizada uma sessão especial na Cinemateca Brasileira, após ter sido realizada nova restauração.

## Sinopse
As peripércias do malandro Mexerica que, por engano, recebe a missão de recepcionar um produtor americano, já que a pessoa destinada a acompanhá-lo pelo Rio de Janeiro toma um porre e fica de cama. O produtor deseja encontrar artistas brasileiros para um filme nos Estados Unidos, porém, o malandro o desvia de seu roteiro original, levando-o, primeiro, a uma pensão barata. Ao invés do Palace Hotel, hospeda-o na "Pensão Palácio". O americano acabará por conhecer os artistas do morro: o maioral Chico, sambista e defensor do morro, que está ameaçado de ser derrubado; a mulata Odete, namorada de Chico, mas cobiçada por Mexerica; a escola de samba, entre outros cantores.

## Elenco
- Procópio Ferreira como Zé Carioca
- Francisco Alves como Chico Viola
- Solange França como Odete

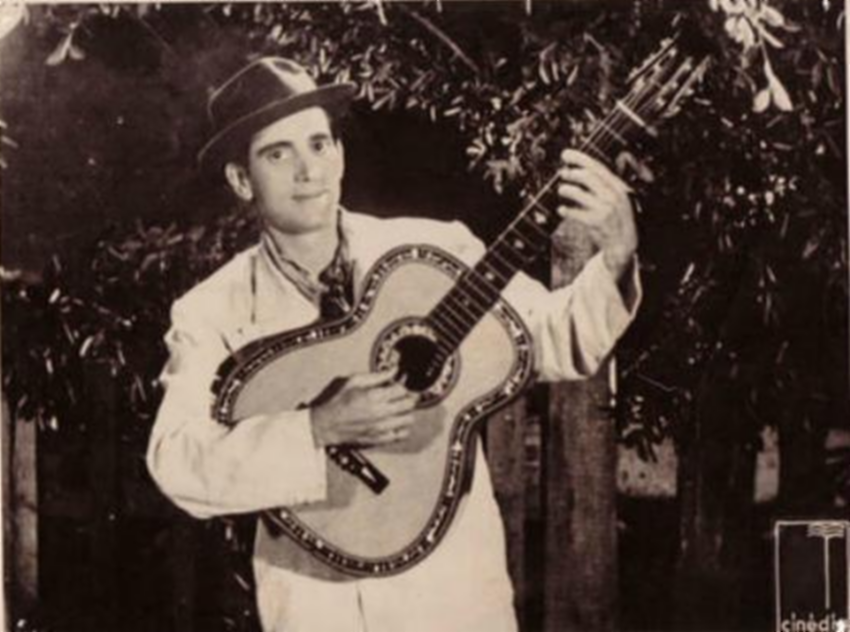
Francisco Alves interpretando Chico Viola em uma cena do filme.

- Delorges Caminha como Turista americano
- Alfredo Viviani como Pacheco
- Manoel Rocha como Carvalhaes, dono da pensão
- Grijó Sobrinho como Médico
- Jararaca & Ratinho como Garçons desastrados
- Jupira Brasil como Dançarina
- Grijó Sobrinho como Médico
- Fada Santoro como Garota cantando
- Carlos Barbosa como Dono do bar
- Walter D'Ávila
- Chocolate
- Henricão